# Walters (Minnesota)
Walters – miasto w Stanach Zjednoczonych, w stanie Minnesota, w hrabstwie Faribault.